# 이동은 (영화 감독)
이동은(1978년 ~ )은 대한민국의 영화 감독이자 각본가, 그래픽노블 작가이다.
성균관대학교 경제학부를 졸업하고 명필름랩1기 연출전공으로 들어갔다.

## 참여 작품

### 감독
- 환절기 (영화)
- 당신의 부탁
- 니나내나 (영화)
- 포스트 잇! (단편영화)

### 각본
- 환절기 (영화)
- 당신의 부탁
- 니나내나 (영화)

### 프로듀서
- 환절기 (영화)

### 스크립트 코디네이터
- 조난자들

### 투자제작관리
- 도마뱀 (영화)
- 한반도 (영화)
- 두뇌유희 프로젝트, 퍼즐
- 라디오 스타 (영화)
- 거룩한 계보
- 언니가 간다
- 바람 피기 좋은 날
- 수 (영화)
- 밀양 (영화)
- 황진이 (2007년 영화)
- 궁녀 (2007년 영화)
- 싸움 (영화)
- 기다리다 미쳐
- 뜨거운 것이 좋아 (2007년 영화)